# Lycée Albert-Châtelet
Pour les articles homonymes, voir Châtelet.
Le collège d'Anchin était situé à Douai (Nord) jusqu'à la fin du XVIIe siècle. Après rénovation, il s'appelle aujourd'hui lycée Albert-Châtelet. Sa chapelle a été classée aux monuments historiques en 1930.

## De 1764 à nos jours: de grands changements
En 1764, l'ordre des Jésuites est dissous en France ; par un arrêt du Parlement de Flandres du 3 décembre 1765, le Collège d'Anchin est fusionné avec le « Collège royal » de l'université de Douai. L'établissement devient un « Collège national » de 1790 à 1795.
Au début du XIXe siècle, la ville de Douai décide de récupérer les bâtiments pour y installer un lycée impérial, créé par la loi du 11 floréal de l'an X (1er mai 1802). Après la chute de l’Empire, les mêmes locaux retrouvent une fonction de collège royal, et de lycée après la révolution de 1848.
Durant les deux guerres mondiales, les bâtiments sont réquisitionnés, et on y installe successivement un hôpital et une caserne. Au sortir de la Seconde Guerre mondiale, les dégâts sont très importants. Le lycée est par plusieurs fois reconstruit ou restauré.
Il a finalement été entièrement rénové entre 1997 et 2005 ; c'est maintenant le lycée Albert-Châtelet, du nom d'un de ses anciens élèves.

## Classement du lycée
En 2015, le lycée se classe 60e sur 99 au niveau départemental quant à la qualité d'enseignement, et 1425e au niveau national. Le classement s'établit sur trois critères : le taux de réussite au bac, la proportion d'élèves de première qui obtient le baccalauréat en ayant fait les deux dernières années de leur scolarité dans l'établissement, et la « valeur ajoutée » (calculée à partir de l'origine sociale des élèves, de leur âge et de leurs résultats au diplôme national du brevet).

## Classes préparatoires
Le lycée abrite des CPGE littéraires (Khâgnes LSH) et scientifiques (MPSI, PCSI, MP, PC, PSI, BCPST). En 2015, L'Étudiant donnait le classement suivant pour les concours de 2014 :
| Filière | Élèves admis dans une grande école* | Taux d'admission* | Taux moyen sur 5 ans | Classement national | Évolution sur un an |
| --- | ----------------------------------- | ----------------- | -------------------- | ------------------- | ------------------- |
| Khâgne LSH | 0 / 25 élèves                       | 0 %               | 1 %                  | 73eex-æquo sur 73   | =                   |
| MP / MP* | 1 / 34 élèves                       | 3 %               | 2 %                  | 57eex-æquo sur 114  | 12                  |
| PC / PC* | 0 / 35 élèves                       | 0 %               | 0 %                  | 57e sur 110         | 53                  |
| PSI / PSI* | 3 / 47 élèves                       | 6 %               | 5 %                  | 56e sur 120         | 8                   |
| BCPST | 7 / 46 élèves                       | 15 %              | 15 %                 | 46e sur 53          | 4                   |
| Source : Classement 2015 des prépas - L'Étudiant (Concours de 2014). * le taux d'admission dépend des grandes écoles retenues par l'étude. En khâgne, ce sont 5 écoles de commerce (HEC, ESSEC, ESCP Europe, EM Lyon, EDHEC), l'ENSAE, l'ENC et 3 ENS qui ont été retenus par L'Étudiant. |                                     |                   |                      |                     |                     |

Note : La filière ECS n'est pas indiquée dans les classements de L'Étudiant car le nombre d'élèves qui se sont présentés aux concours est inférieur à 15. Aucun des élèves n'a intégré une des grandes écoles retenues, et la moyenne sur 5 ans est elle aussi de 0 %.

## Professeurs illustres
- Hippolyte Maze (histoire)
- Henri Berr (philosophie)
- Charles Bioche, Jules Haag (mathématiques)
- Gabriel Séailles (1876-1879), philosophie
- Charles Michel (1873-1934), géomètre (mathématiques)

## Anciens élèves célèbres
- Charles Adam[9]
- Édouard Bollaert[9],[10]
- Félix Bollaert[9],[10]
- Émile Bottieau[9]
- Alfred Boucher-Cadart[9]
- Jules Breton[9],[11]
- Maurice Caullery[9]
- Albert Châtelet[9]
- Emmanuel Choque[9]
- Elzéar de Négrier [9],[12]
- Germain Delebecque[9]
- Charles Desmoutiers[9]
- Ernest Deusy[9]
- Paul Dislère[9],[10]
- Guy Drut
- Henri Dutilleux
- Louis Faidherbe[9],[10]
- Alfred Giard[9],[13]
- Jules Gosselet[9]
- Ernest Herbecq[9],[14]
- Louis Joos[9]
- Oscar Lambret[15]

- Barthélémy Lebrun[9],[16]
- Édouard Lucas
- Charles Merlin[9]
- Frédéric Nihous
- Léon Pasqual[9]
- Ignace Plichon [9],[17]
- Antoine Pol[9]
- Édouard Quénu[9]
- Jean Richepin[9]
- Alfred Robaut[9]
- Hippolyte Sebert
- Albert Sartiaux[9],[10]
- Édouard Sens[9],[10]
- Jules Talon[9]
- Alfred Trannin[9]
- Pierre Vanhove